# Grammichele
Grammichele é uma comuna italiana da região da Sicília, província de Catania, com cerca de 13274 habitantes. Estende-se por uma área de 30 km², tendo uma densidade populacional de 440 hab/km². Faz fronteira com Caltagirone, Licodia Eubea, Mineo.

## História

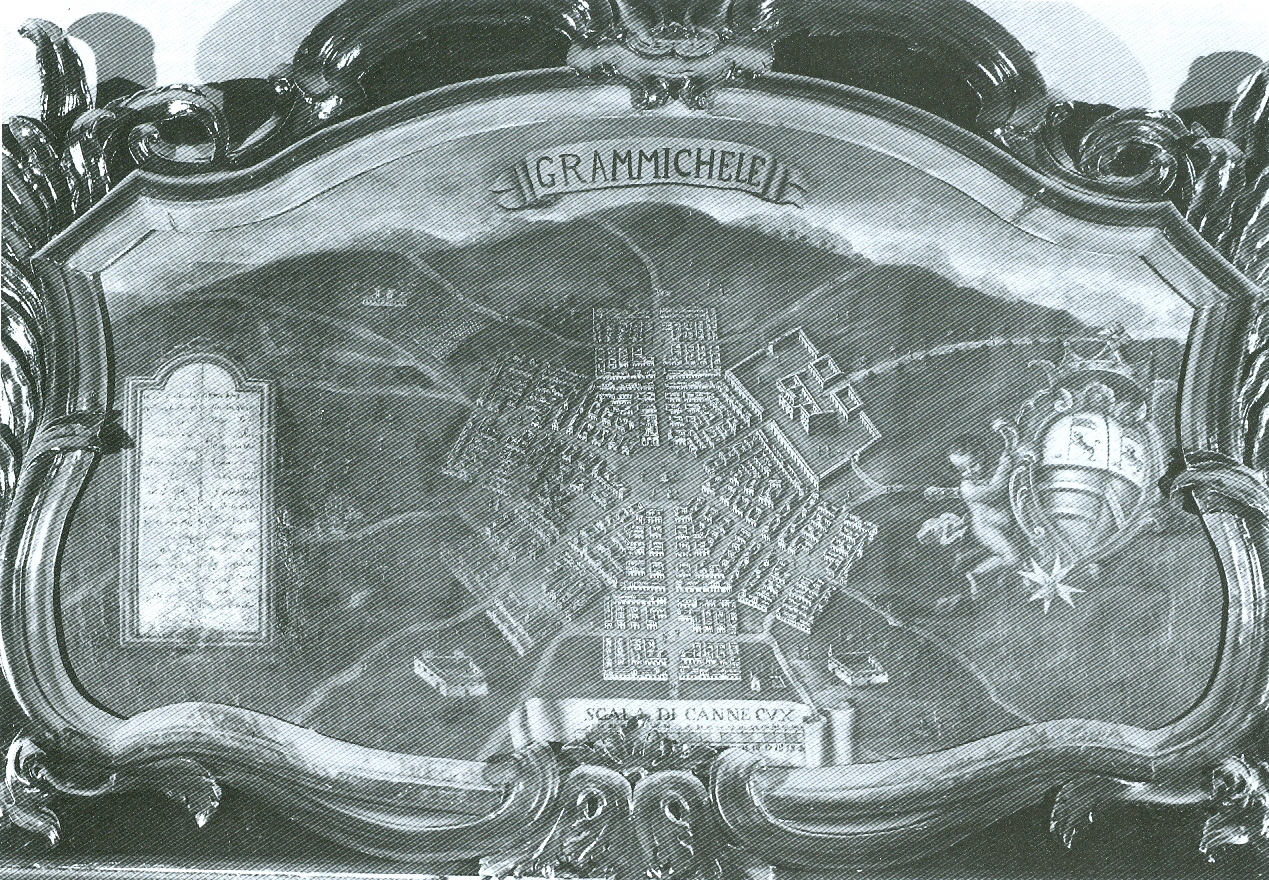
Plano da cidade, no palácio de Butera, em Palermo, no qual se observa o desenho hexagonal das ruas.

A cidade foi construída em 1693, após um sismo ter destruído a antiga cidade de Occhiolà, situada a norte da moderna Grammichele. Occhiolà, pela semelhança do nome, é identificada geralmente com Echetla, cidade fronteiriça entre território de Siracusa e de Cartago, em tempos de Hieron II, que parece ter sido originalmente uma cidade siciliana na qual permaneceu a civilização grega a partir do século V a.C..
A devastação do centro antigo foi tão grave que o terratenente feudal da cidade, Carlo Maria Carafa Branciforte, Príncipe de Butari, mandou construir uma nova cidade de raiz, com planos ajudados por Michele da Ferla. Supostamente o próprio Príncipe esboçou o desenho hexagonal inicial. No centro do hexágono está a Piazza Carlo Maria Carafa, frente à Chiesa Madre (Igreja Mãe), San Michele Arcangelo e o Palazzo Communale (sede municipal). A cidade de Avola, destruída pelo mesmo sismo, também foi relocalizada e reconstruída segundo um traçado hexagonal.
Em 15 de julho de 1943 a 1.ª División de Infantaria canadiamna fez a sua primeira batalha na invasão aliada da Sicília contra elementos da Divisão Panzer aleã "Hermann Göring". Os Regimentos de Hastings e Prince Edward, a Infantaria Ligeira de Saskatoon (metralhadoras) e o Regimento dos Três Rios (tanques) participaram nos combates, que terminaram ao meio-dia com a cidade em mãos canadianas.

Localização da cidade de Grammichele na província de Catania.

## Demografia
| Variação demográfica do município entre 1861 e 2011                               |
|                                                                                   |
| Fonte: Istituto Nazionale di Statistica (ISTAT) - Elaboração gráfica da Wikipedia |